# Британское общество гастроэнтерологии

Эмблема Британского общества гастроэнтерологии

Брита́нское о́бщество гастроэнтеро́логии (англ. The British Society of Gastroenterology) — профессиональная организации гастроэнтерологов, хирургов, патологоанатомов, радиологов, физиологов, медицинских сестер, диетологов Великобритании.
Основано в 1937 году и зарегистрирована как благотворительная организация. Общее число членов превышает 3000 человек. Является коллективным членом Всемирной организации гастроэнтерологов.
Особое внимание Британское общество гастроэнтерологии уделяет поощрению развития гастроэнтерологии в Великобритании. Общество участвует в подготовке гастроэнтерологов в Соединённом Королевстве, а также занимается провидением оригинальных исследований в гастроэнтерологии. Общество также занимается просветительской деятельностью среди пациентов с заболеваниями пищеварительного тракта.
Сфера интересов общества включает: болезни желудочно-кишечного тракта, печени, поджелудочной железы и желчных путей, а также эндоскопию желудочно-кишечного тракта, питание, патологии и хирургию желудочно-кишечного тракта.
Общество готовит руководства по клинической практике, а также другие различные документы, относящиеся к области гастроэнтерологии. Кроме того, общество проводит годовое общее собрание, на котором обсуждаются оригинальные исследования в области гастроэнтерологии и гепатологии.
Президент Совета Британского общества гастроэнтерологии — профессор J.M. Rhodes.
Офис общества находится на St Andrew’s PI, дом 3, около Риджентс-парк, в городском округе Камден Лондона.

## Издания
Общество, начиная с 1960 года, издаёт ежемесячный журнал «Gut» (рус. «Пищеварительный тракт»).

## Источник
- Официальный сайт Британского общества гастроэнтерологии. (англ.)